# Kosice Challenger 1993
Il Kosice Challenger 1993 è stato un torneo di tennis facente parte della categoria ATP Challenger Series nell'ambito dell'ATP Challenger Series 1993. Il torneo si è giocato a Košice in Slovacchia dal 14 al 20 giugno 1993 su campi in terra rossa.

## Vincitori

### Singolare
David Rikl ha battuto in finale  Dinu Pescariu con il punteggio di 7–6, 5–7, 6–3

### Doppio
Branislav Stankovič /  Marián Vajda hanno battuto in finale  Alejo Mancisidor /  Federico Sánchez con il punteggio di 6–2, 6–1